# My Colouring Book
My Colouring Book, är ett coveralbum av den svenska sångerskan Agnetha Fältskog. Albumet lanserades den 19 april 2004, och består av inspelningar av äldre sånger, främst från 1960-talet, som Agnetha Fältskog själv tyckte om under uppväxtåren. Detta var första gången sedan 1987 som Fältskog släppte ett studioalbum.
Albumet gick rakt in på den svenska albumlistan förstaplats den 30 april 2004 och stannade sedan på listan i 25 veckor, inklusive en återkomst på listan i januari 2005.

## Låtlista
1. My Colouring Book - 3:28
2. When You Walk in the Room - 3.36
3. If I Thought You'd Ever Change Your Mind - 3:16
4. Sealed With a Kiss - 2:35
5. Love Me With All Your Heart - 2.35
6. Fly Me to the Moon - 2:50
7. Past, Present And Future - 3.12
8. A Fool Am I - 3:32
9. I Can't Reach Your Heart - 2:39
10. Sometimes When I am Dreaming - 3:15
11. The End of the World - 2:35
12. Remember Me - 3:06
13. What Now My Love - 4:49

## Medverkande
- Dan Strömkvist - trummor, slagverk
- Johan Granström - bas
- Anders Neglin - flygel, orgel, kastanjetter, harmonium, synt, producent
- Johan Lindström - gitarr
- Lasse Wellander - gitarr
- Svea Strings

## Listplaceringar
| Lista (2004-2005)   | Topplacering |
| ------------------- | ------------ |
| Australien          | 50           |
| Belgien ( Flandern) | 38           |
| Danmark             | 5            |
| Finland             | 2            |
| Nederländerna       | 11           |
| Norge               | 25           |
| Schweiz             | 17           |
| Sverige             | 1            |
| Österrike           | 25           |

### Fotnoter
1. ↑  ”The Agnetha Fältskog Solo Albums” (på engelska). ABBA Site. https://abbasite.com/articles/the-agnetha-faltskog-solo-albums/. Läst 21 november 2004.
2. ↑  Mark Elliott (19 april 2019). ”A New Chapter For ABBAäs Agnetha Fältskog”. Udisc Cover Music. https://www.udiscovermusic.com/stories/my-colouring-book-chapter-abba-agnetha-faltskog/. Läst 21 november 2004.
3. ↑  Listplacering
4. 1 2  Listplacering
5. ↑  ”Listplacering”. Arkiverad från originalet den 25 maj 2012. https://archive.is/20120525113959/http://danishcharts.com/showitem.asp?interpret=Agnetha+F%E4ltskog&titel=My+Colouring+Book&cat=a. Läst 15 maj 2010.
6. ↑  Listplacering
7. ↑  Listplacering
8. ↑  Listplacering
9. ↑  Listplacering
10. ↑  Listplacering